# 蒙费朗萨韦斯
蒙费朗萨韦斯（法語：Monferran-Savès，法語發音：[mɔ̃fɛʁɑ̃ savɛs]）是法国热尔省的一个市镇，属于欧什区。

## 地理
蒙费朗萨韦斯（43°35'52"N, 0°58'51"E）面积24.68 平方千米，位于法国奧克西塔尼大區热尔省，该省份为法国西南部内陆省份，北起顺时针与洛特-加龙省、塔恩-加龙省、上加龙省、上比利牛斯省、大西洋比利牛斯省和朗德省接壤。
与蒙费朗萨韦斯接壤的市镇（或旧市镇、城区）包括：拉藏格、克莱蒙萨韦斯、埃斯科讷伯夫、弗雷古维尔、日蒙、日斯卡罗、利勒茹尔丹、马雷斯坦。

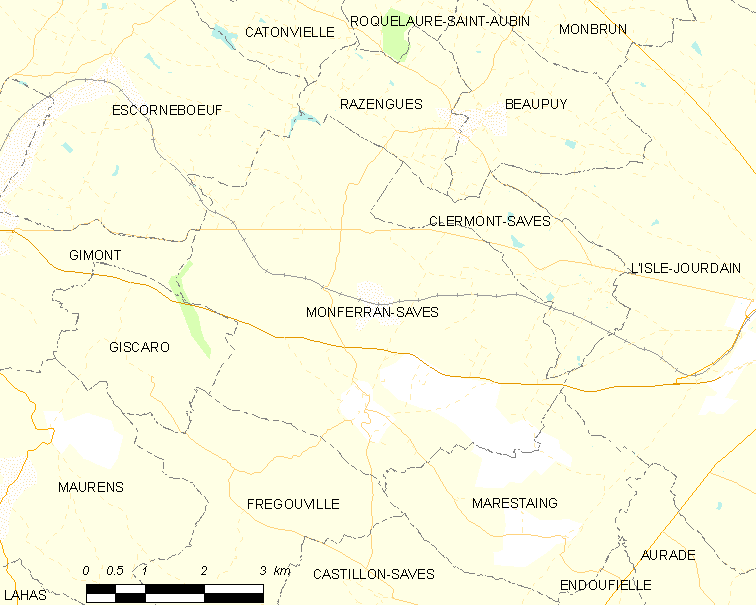
蒙费朗萨韦斯的OSM定位图

蒙费朗萨韦斯的时区为UTC+01:00、UTC+02:00（夏令时）。

## 行政
蒙费朗萨韦斯的邮政编码为32490，INSEE市镇编码为32268。

## 政治
蒙费朗萨韦斯所属的省级选区为利勒茹尔丹县。

## 人口

1962-2008年间蒙费朗萨韦斯人口变化图示

蒙费朗萨韦斯于2022年1月1日时的人口数量为802人。